# 'Nu capriccio/'A prucessione
 'Nu capriccio/'A prucessione, pubblicato nel 1966, è il 22° singolo di Mario Merola

## Descrizione
Il disco contiene due cover.

## Tracce
Lato A
- 'Nu capriccio (Riccardi - Rico - Sorrentino)

Lato B
- 'A prucessione (Chiarazzo - Scotto - Di Carlo - Ruocco)